# Achmet Baitursynuly

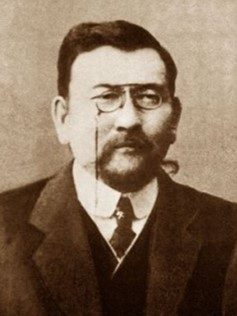
Achmet Baitursynuly 1913

Achmet Baitursynuly (kasachisch Ахмет Байтұрсынұлы Ahmed Baitūrsynūly, russisch Ахмет Байтурсынов Achmet Baitursynow; * 28. Januar 1873 in der Oblast Turgai, Russisches Kaiserreich; † 8. Dezember 1937 in Alma-Ata, Kasachische SSR) war ein kasachischer Schriftsteller und politischer Aktivist.

## Leben
Achmet Baitursynuly wurde 1873 in der Oblast Turgai im Russischen Kaiserreich geboren. Er besuchte eine Schule in Turgai, bevor er nach Orenburg ging. Dort absolvierte er eine vierjährige Ausbildung zum Lehrer und ab 1895 arbeitete er an verschiedenen Dorfschulen in Aktjubinsk, Karkaraly und Kustanai.
Er begann politisch aktiv zu werden und half 1905 dabei, den kasachischen Zweig der Konstitutionell-Demokratischen Partei zu gründen. Am 1. Juli 1909 wurde Baitursynuly zum ersten Mal festgenommen und im Gefängnis von Semipalatinsk inhaftiert. Ihm wurde vorgeworfen, die Idee einer autonomen Selbstverwaltung zu verbreiten und zum ethnischen Hass zwischen Kasachen und Russen angestiftet zu haben. Er wurde anschließend von den Behörden verbannt und musste nach Orenburg ins Exil gehen, wo er zwischen 1910 und 1917 lebte. Besonders erwähnenswert ist sein 1912 erschienenes Werk Oqu qural, in dem er das Arabische Alphabet für das Kasachische reformierte und in den folgenden Jahren mehrmals verbesserte. 1915 erschien sein Lehrbuch Til qural der kasachischen Sprache, das aus drei Bänden bestand. Zwischen 1913 und 1918 gab er zusammen mit Älichan Bökeichan und Mirschaqyp Dulatuly die Wochenzeitung Qazaq heraus. Darin veröffentlichte er zahlreiche Artikel, in denen er sich mit der Bildung, Kultur und Sprache des kasachischen Volkes beschäftigte. Seine literarischen Aktivitäten umfassten die Übersetzung der Fabeln von Iwan Krylow ins Kasachische und die Zusammenstellung von Lehrbüchern in kasachischer Sprache. Während den Revolutionen des Jahres 1917 im Kaiserreich arbeitete er mit der Alasch-Partei zusammen. Er war einer der Autoren des Parteiprogramms.
Nachdem die Bolschewiki auch in Zentralasien die Macht übernommen hatten und die Alasch Orda aufgelöst worden war, schloss sich Baitursynuly den Bolschewisten an. Im April 1920 beantragte er die Parteimitgliedschaft in der Kommunistischen Partei, verließ diese im darauffolgenden Jahr wegen Unstimmigkeiten mit den Bolschewiki schon wieder. Danach war er Volkskommissar und leitete von 1922 bis 1925 die Wissenschafts- und Literaturkommission des Volkskommissariats für Bildung. Neben seiner politischen Tätigkeit lehrte er auch am kasachischen Institut für nationale Bildung, wo er Vorlesungen über kasachische Sprache und Literatur, Geschichte und Kultur gab.
Am 2. Juni 1929 wurde Baitursynuly zusammen mit anderen ehemaligen Mitgliedern der Alasch Orda in Alma-Ata verhaftet und in das Butyrka-Gefängnis nach Moskau gebracht. Ihm wurden konterrevolutionäre Aktivitäten und die Vorbereitung eines Aufstandes in der Steppe vorgeworfen. Dafür wurde er zum Tode verurteilt. Im Februar 1931 wurde die Strafe jedoch in zehn Jahre Lagerhaft umgewandelt und später durch eine dreijährige Verbannung ersetzt. 1934 wurde er vorzeitig freigelassen und konnte nach Alma-Ata zurückkehren. Im Oktober 1937 wurde er erneut festgenommen und schließlich am 8. Dezember 1937 erschossen.
Erst 1988 wurde er vollständig rehabilitiert.